# 8421 Montanari
8421 Montanari è un asteroide della fascia principale esterna. Scoperto nel 1996, presenta un'orbita caratterizzata da un semiasse maggiore pari a 2,8733734 UA e da un'eccentricità di 0,0363499, inclinata di 2,33559° rispetto all'eclittica.
Fa parte della famiglia di asteroidi Coronide.
L'asteroide è dedicato all'astronomo italiano Geminiano Montanari.